# Moulins-sur-Tardoire
Moulins-sur-Tardoire es una comuna nueva francesa situada en el departamento de Charente, de la región de Nueva Aquitania.

## Historia
Fue creada el 1 de enero de 2019, en aplicación de una resolución del prefecto de Charente de 6 de diciembre de 2018 con la unión de las comunas de Rancogne y Vilhonneur, pasando a estar el ayuntamiento en la antigua comuna de Vilhonneur.

## Demografía
Según los datos aportados en la resolución del prefecto de Charente, la comuna se crea con 785 habitantes.

## Composición
| Comuna fusionada | Código INSEE | Población (2016) | Superficie (km²) | Densidad (hab./km²) |
| ---------------- | ------------ | ---------------- | ---------------- | ------------------- |
| Rancogne         | 16274        | 374              | 12.52            | 30                  |
| Vilhonneur       | 16406        | 402              | 9.36             | 43                  |